# Wilfried Zahibo
Wilfried Aimeric Zahibo, né le 21 août 1993 à Marseille, est un footballeur international centrafricain jouant au poste de milieu de terrain au FC Borgo.

## Biographie

### Parcours en club
Né à Marseille en août 1993 d'un père ivoirien et d'une mère centrafricaine. Il est formé dans un premier temps au FC Sète 34 en classe U15 et U17 avant de rejoindre l'AC Ajaccio. Wilfried Zahibo signe son premier contrat professionnel dans ce même club en août 2011. Il fait ses débuts en équipe première le 5 janvier 2013, contre le FC Rouen en coupe de France, où il inscrit son premier but. La rencontre se solde par une défaite aux tirs au but.
Le 25 juillet 2013, il rejoint le CF Fuenlabrada, évoluant en Segunda División B. Puis le 24 janvier 2014, il signe un contrat de deux ans avec Valence CF, mais intègre l'équipe de réserve qui évolue en Segunda División B. Il fait ses débuts pour l'équipe première le 16 décembre 2015, contre le Barakaldo CF en coupe d'Espagne (victoire 2-0). Il dispute sa première rencontre en Liga le 24 janvier 2016, lors d'un match nul de 1-1 contre le Deportivo La Corogne.
Le 8 juillet 2016, il signe un contrat de trois ans avec le Gimnàstic Tarragone, qui évolue en Segunda División. Il a fait ses débuts en Segunda División le 21 août, lors d'un match nul de 2-2 contre le CD Lugo. Le 5 janvier 2018, il resilie son contrat avec la Nàstic. Six jours plus tard, il rejoint le Revolution de la Nouvelle-Angleterre, qui évolue en Major League Soccer.
Lors de la saison 2018 de MLS, il inscrit quatre buts. En juin 2018, il est sélectionné pour disputer le match des étoiles de la MLS.
Après plus d'une soixantaine de rencontres avec le Revolution, il est échangé contre Tommy McNamara au Dynamo de Houston le 17 août 2020.

### Parcours en sélection
Wilfried Zahibo est originaire de la République centrafricaine. N'ayant représenté l'équipe de France que en junior, il reste éligible pour représenter les Fauves du Bas-Oubangui dans le futur.
Le 4 octobre 2019, il est convoqué par la République centrafricaine pour un match amical face au Niger, mais n'entre pas en jeu. Le 7 novembre, il est convoqué de nouveau contre le Burundi, dans le cadre des qualifications pour la CAN 2021. Le 13 novembre, il connaît sa première sélection à cette occasion (victoire 2-0).